# Zbigniew Pronaszko

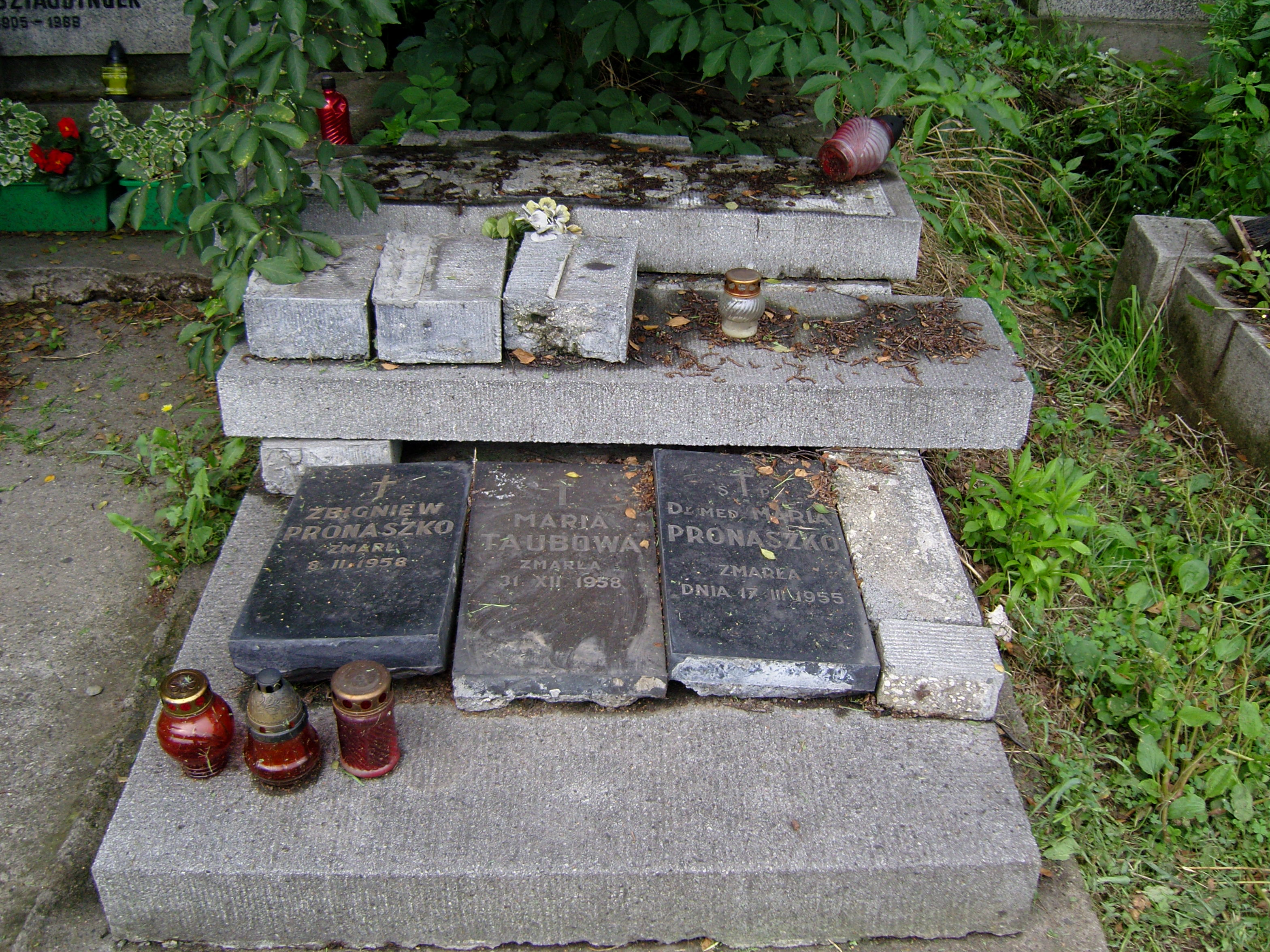
Nagrobek Zbigniewa Pronaszki na cmentarzu Salwatorskim zniszczony przez wichurę w 2010

Zbigniew Pronaszko (ur. 27 maja 1885 w Derebczynie, zm. 8 lutego 1958 w Krakowie) – polski malarz, rzeźbiarz, scenograf, współtwórca teatru awangardowego Cricot.

## Życiorys
Urodził się w rodzinie Franciszka, dyrektora cukrowni, i Feliksy Bony z Sawickich. W 1903 zdał maturę, w 1905 rozpoczął studia w Szkole Sztuk Pięknych w Kijowie, które w latach 1906–1911 kontynuował na Wydziale Malarstwa Akademii Sztuk Pięknych w Krakowie. W latach 1914–1917 przebywał w Zakopanem. W 1917 wspólnie z bratem Andrzejem Pronaszko i Tytusem Czyżewskim założył grupę artystyczną Ekspresjoniści Polscy (w 1919 przemianowana na Formistów). W latach 1919–1920 pracował dla teatru „Reduta” jako scenograf, zaś w 1925–1926 dla Teatru im. Wojciecha Bogusławskiego w Warszawie. Od 1920 wykładał w Wolnej Szkole Malarstwa Ludwiki Mehofferowej w Krakowie. W latach 1923–1924 był kierownikiem katedry malarstwa monumentalnego na Wydziale Sztuk Pięknych Uniwersytetu Stefana Batorego w Wilnie. W 1933 współzałożyciel teatru Cricot, dla którego projektował dekoracje i kostiumy. Od 1945 był profesorem, a w latach 1949–1951 rektorem ASP w Krakowie.
Brał udział w wielu oficjalnych zagranicznych wystawach polskiej sztuki. Jego twórczość malarska związana jest z formizmem i koloryzmem.
W 1937 wyróżniony złotym medalem za malarstwo na Międzynarodowej Wystawie „Sztuka i Technika” w Paryżu, w 1953 otrzymał Nagrodę Państwową II stopnia za twórczość w dziedzinie portretu, a w szczególności za portret Solskiego, a w 1955 Nagrodę Państwową I stopnia za całość twórczości malarskiej.
W 1919 ożenił się z Marią Normą Taub (zm. 1955), dr. medycyny. W okresie międzywojennym oprócz mieszkania w kamienicy przy ul. Siemiradzkiego w Krakowie miał dom letni w Strzyżowie, miejscowości urodzenia żony.
Zmarł w Krakowie, pochowany na cmentarzu Salwatorskim (sektor SC11-14-17).

## Niektóre prace
- 1917: rzeźba Popiersie T. Czyżewskiego
- 1920–1922: obraz Akt leżący
- 1922: projekt pomnika Adama Mickiewicza
- 1928: obraz Pejzaż z Cagnes

## Ordery i odznaczenia
- Order Sztandaru Pracy I klasy (31 maja 1955)[12]
- Order Sztandaru Pracy II klasy (22 lipca 1949)[13]
- Krzyż Komandorski Orderu Odrodzenia Polski (15 lipca 1954)[14]
- Medal 10-lecia Polski Ludowej (28 lutego 1955)[15]